# كارلوفا فيس

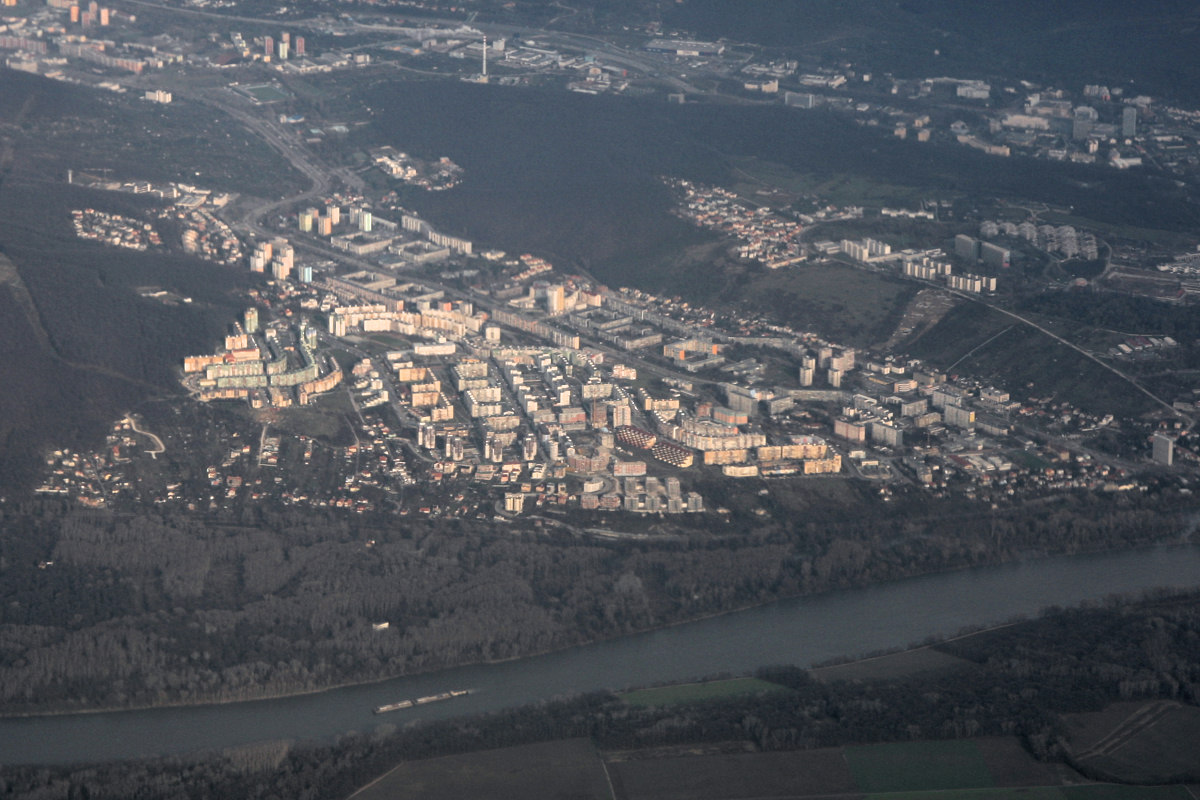
كارلوفا فيس

كارلوفا فيس (Karlova Ves) هي بلدة في مدينة براتيسلافا ، عاصمة سلوفاكيا.  تقع في الجزء الغربي من المدينة بالقرب من نهر الدانوب على منحدرات جبال الكاربات الصغيرة وهي جزء من منطقة براتيسلافا الإدارية الرابعة.
كانت مجرد قرية صغيرة تشتهر بصنع النبيذ لمعظم تاريخها في براتيسلافا في أربعينيات القرن الماضي .
اليوم ، تضم كارلوفا ما يقرب من 33000 نسمة ، ومهاجع جامعية في Mlynská dolina ، بالإضافة إلى 15000 طالب إضافي بمساحة إجمالية تبلغ 7874 مترًا مربعًا.
تتكون كارلوفا  من ثلاثة أجزاء متميزة: ضاحية دلي دايلي (Dlhé diely) التي تضم معظم السكان ، ومنطقة ملينسكا دولينا (Mlynská dolina) التي تضم بعض المؤسسات المركزية في المدينة بما في ذلك الجامعات وحديقة حيوان براتيسلافا والحديقة النباتية بجامعة كومنيوس (Comenius) . 
تتميز المدينة أيضًا بمتحف براتيسلافا المائي ومقبرة Slávičie údolie والعديد من المدارس وثلاث كنائس رومانية كاثوليكية. وتعتبر ساحة سانت فرانسيس مركز المدينة.